# Брунн (герб)
Брунн (пол. Brunn) — польский дворянский герб.

## Описание
В красном поле три медвежьи головы с золотыми ошейниками, вправо, на серебряной перевязи от правого угла. В навершии шлема выходящий медведь вправо, с золотым ошейником.
Намет красный с серебряным подбоем. Герб Брунн Линзенбарта внесен в Часть 1 Гербовника дворянских родов Царства Польского, стр. 203.

## Герб используют
Герб вместе с потомственным дворянством ВСЕМИЛОСТИВЕЙШЕ пожалован Объездному инспектору Страхового Управления в Царстве Польском Александру Михайлову сыну Линзенбарту, ВЫСОЧАЙШЕЮ Грамотою ГОСУДАРЯ ИМПЕРАТОРА и ЦАРЯ НИКОЛАЯ I, данною в 20 день июля (1 Августа) 1848 г., на основании статей: 2 пункта 2, 4 пункта 2 п 1 б пункта 4 Положения о Дворянстве 1836 года.